# Assassinato de XXXTentacion
Em 18 de junho de 2018, o artista musical norte-americano XXXTentacion, pseudônimo de Jahseh Dwayne Onfroy, foi baleado e morto em um possível assalto, próximo à RIVA Motorsports, uma concessionária de motocicletas, localizada em Deerfield Beach, na Flórida.
Baleado diversas vezes na região do pescoço, permaneceu em estado crítico até ser declarado morto às 17h30.

## Acontecimentos
Em 18 de junho de 2018, Onfroy foi sacar dinheiro no Banco da América, antes de se dirigir para a RIVA Motorsports. Depois de sacar dinheiro do banco, X foi seguido por uma SUV de cor escura, aparentemente contendo Dedrick Williams, Robert Allen, Michael Boatwright, e Trayvon Newsome.
Às 15h15, Onfroy chegou até a RIVA Motorsports e entrou com seu tio. Robert Allen e Dedrick Williams o seguiram dentro da concessionária.

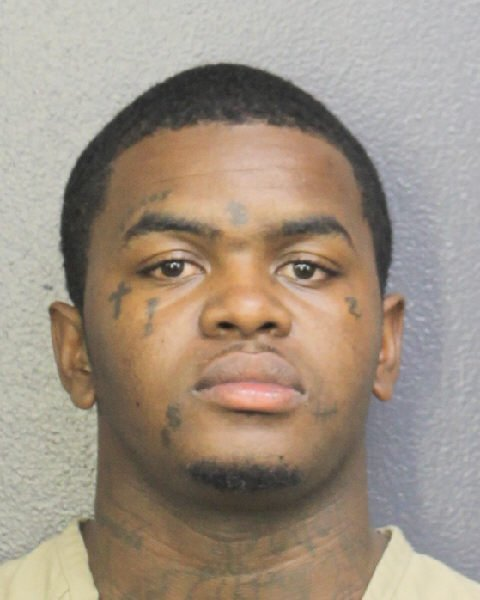
Retrato de Dedrick Williams.

Os dois (Williams e Allen) caminharam à frente de X, enquanto ele estava vendo as motos. Eles foram registrados comprando duas máscaras pretas. Em meia hora depois, Onfroy deixa a concessionária, entra em seu BMW i8 preto, e começa a dirigir, se afastando da RIVA Motorsports. E então, a SUV para em sua frente, bloqueando sua passagem, enquanto Newsome e Boatwright saem do veículo e abordam Onfroy. Um breve incidente acontece, onde resulta em Onfroy sendo baleado diversas vezes em seu pescoço por Boatwright. Testemunhas disseram aos policiais que uma bolsa da marca Louis Vuitton que estava dentro do veículo do rapper foi levada.
O tiroteio aconteceu no leste da cidade de Parkland (Flórida), onde Onfroy estava morando no momento. XXXTentacion foi levado para o hospital, inicialmente relatado como em estado crítico, porém, mais tarde o departamento de polícia de Broward County confirmou sua morte.

## Investigação
Brevemente seguindo o anúncio da morte de Onfroy, o oficial de polícia de Broward County ofereceu uma quantia de 3 mil dólares para qualquer informação envolvendo os suspeitos. Inicialmente, vários fãs de X, usuários da Internet e residentes locais acusaram os rappers Soldier Kidd e Soldier Jojo de terem assassinado Onfroy, devido à uma foto postada no Instagram de Kidd, onde aparecem os dois sob um carro, contendo a possível máscara usada na hora do crime, e contendo na legenda "triple X, mas as acusações foram retiradas quando Dedrick Williams e Michael Boatwright (o possível atirador) foram detidos.

## Julgamento e condenação
Os três homens condenados por assassinar o rapper XXXTentacion foram condenados, em 06 de abril de 2023, a prisão perpétua sem possibilidade de liberdade condicional. A sentença foi proferida num tribunal de Fort Lauderdale.
Dedrick Williams, de 26 anos, Trayvon Newsone, de 24, e Michael Boatwright, de 28, compareceram no tribunal para conhecerem as suas sentenças, 16 dias depois de um júri os ter condenado por homicídio em primeiro grau, ou seja, com premeditação.